# Тјумењ
Тјумењ (рус. Тюме́нь) град је у Русији и административи центар Тјумењске области. Према попису становништва из 2010. у граду је живело 581.758 становника.

## Географија
Налази се на обалама реке Туре, која се низводно улива у реку Тобол. 2144 km је источно од Москве.
У Тјумењу влада континентална клима. Својствене су нагле температурне промене. Средња јануарска температура је -17 °C (забележени минимум је био -49 °C). Средња јулска температура је +18 °C, а максимална температура лети је +38 °C.

### Клима
| Клима Тјумењ                  | Клима Тјумењ | Клима Тјумењ | Клима Тјумењ  | Клима Тјумењ | Клима Тјумењ | Клима Тјумењ | Клима Тјумењ | Клима Тјумењ | Клима Тјумењ | Клима Тјумењ | Клима Тјумењ  | Клима Тјумењ  | Клима Тјумењ   |
| Показатељ \ Месец             | .Јан.        | .Феб.        | .Мар.         | .Апр.        | .Мај.        | .Јун.        | .Јул.        | .Авг.        | .Сеп.        | .Окт.        | .Нов.         | .Дец.         | .Год.          |
| ----------------------------- | ------------ | ------------ | ------------- | ------------ | ------------ | ------------ | ------------ | ------------ | ------------ | ------------ | ------------- | ------------- | -------------- |
| Апсолутни максимум, °C (°F)   | 3,6 (38,5)   | 7,3 (45,1)   | 17,1 (62,8)   | 30,7 (87,3)  | 33,7 (92,7)  | 35,2 (95,4)  | 35,6 (96,1)  | 35,0 (95)    | 31,2 (88,2)  | 23,1 (73,6)  | 12,8 (55)     | 6,7 (44,1)    | 35,6 (96,1)    |
| Максимум, °C (°F)             | −11,1 (12)   | −8,0 (17,6)  | 0,0 (32)      | 9,7 (49,5)   | 17,9 (64,2)  | 23,3 (73,9)  | 24,4 (75,9)  | 21,4 (70,5)  | 15,0 (59)    | 7,1 (44,8)   | −3,5 (25,7)   | −9,1 (15,6)   | 7,3 (45,1)     |
| Просек, °C (°F)               | −15,4 (4,3)  | −13,1 (8,4)  | −5,3 (22,5)   | 4,4 (39,9)   | 11,7 (53,1)  | 17,3 (63,1)  | 18,9 (66)    | 16,2 (61,2)  | 10,3 (50,5)  | 3,3 (37,9)   | −7,0 (19,4)   | −13,0 (8,6)   | 2,4 (36,3)     |
| Минимум, °C (°F)              | −19,6 (−3,3) | −18,1 (−0,6) | −10,5 (13,1)  | −1,0 (30,2)  | 5,4 (41,7)   | 11,3 (52,3)  | 13,4 (56,1)  | 11,0 (51,8)  | 5,5 (41,9)   | −0,6 (30,9)  | −10,4 (13,3)  | −16,8 (1,8)   | −2,5 (27,5)    |
| Апсолутни минимум, °C (°F)    | −41,1 (−42)  | −38,9 (−38)  | −32,7 (−26,9) | −21,9 (−7,4) | −9,9 (14,2)  | −1,9 (28,6)  | 2,8 (37)     | −0,1 (31,8)  | −5,6 (21,9)  | −19,2 (−2,6) | −36,7 (−34,1) | −44,0 (−47,2) | −44,0 (−47,2)  |
| Количина падавина, mm (in)    | 23,0 (0,906) | 14,8 (0,583) | 17,8 (0,701)  | 25,4 (1)     | 42,2 (1,661) | 56,3 (2,217) | 88,9 (3,5)   | 55,8 (2,197) | 53,8 (2,118) | 37,4 (1,472) | 37,0 (1,457)  | 25,8 (1,016)  | 478,2 (18,827) |
| Извор: Тюмень погода и климат |              |              |               |              |              |              |              |              |              |              |               |               |                |

## Историја
Тјумењ је био први руски град у Сибиру. Основан је 1586. на месту татарског града Чимги-Тура. Основали су га Козаци као тврђаву за заштиту од степских номада. Године 1782. Тјумењ је стекао градска права.

## Становништво
Према прелиминарним подацима са пописа, у граду је 2010. живело 581.758 становника, 71.039 (13,91%) више него 2002.
| 1939.  | 1959.   | 1970.   | 1979.   | 1989.   | 2002.   | 2010.   |
| ------ | ------- | ------- | ------- | ------- | ------- | ------- |
| 79.205 | 150.195 | 268.526 | 358.992 | 476.869 | 510.719 | 581.907 |

## Привреда
Најважније привредне гране су бродоградња, стројоградња, хемијска индустрија, а од прехрамбене индустрије се истиче производња месних прерађевина. Важно је средиште нафтне и гасне индустрије у Русији.

## Саобраћај
Тјумењ лежи на главној траси Транссибирске железнице. Град има своју речну луку и међународни аеродром. Седиште је ваздухопловне фирме која је значајан превозник у овоме делу сибирских пространстава. Овде се налази аеродром Тјумењ.

## Партнерски градови
- Каунас
- Целе
- Хјустон
- Брест